# Parbattia serrata
Parbattia serrata is een vlinder uit de familie van de grasmotten (Crambidae). De wetenschappelijke naam van de soort is voor het eerst geldig gepubliceerd in 1971 door Munroe & Mutuura.